# Henri PFR
Henri PFR (né Henri Peiffer le 26 septembre 1995 à Bruxelles) est un DJ, musicien et compositeur belge.

## Biographie

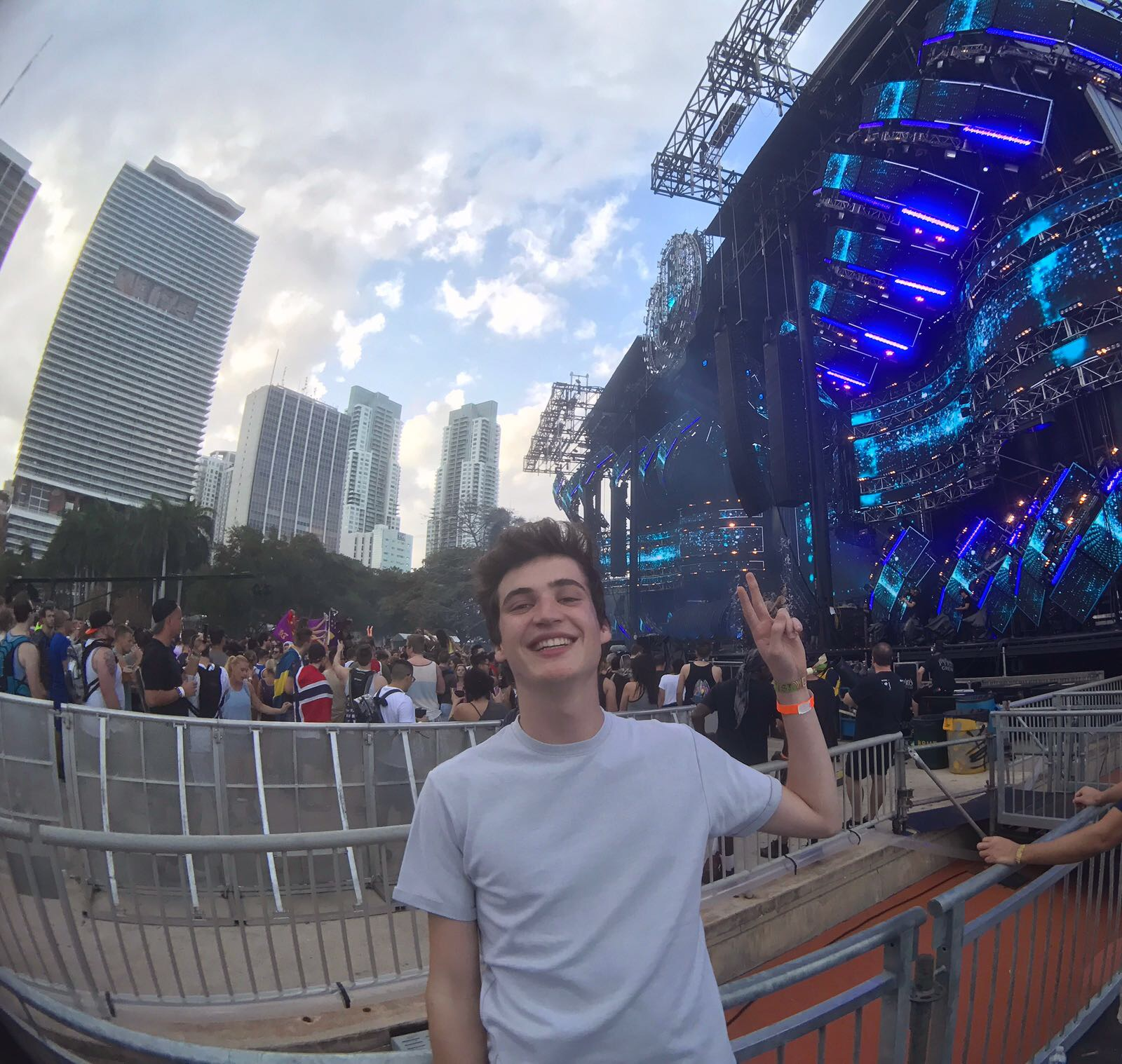
Ultra Music Festival, 2017

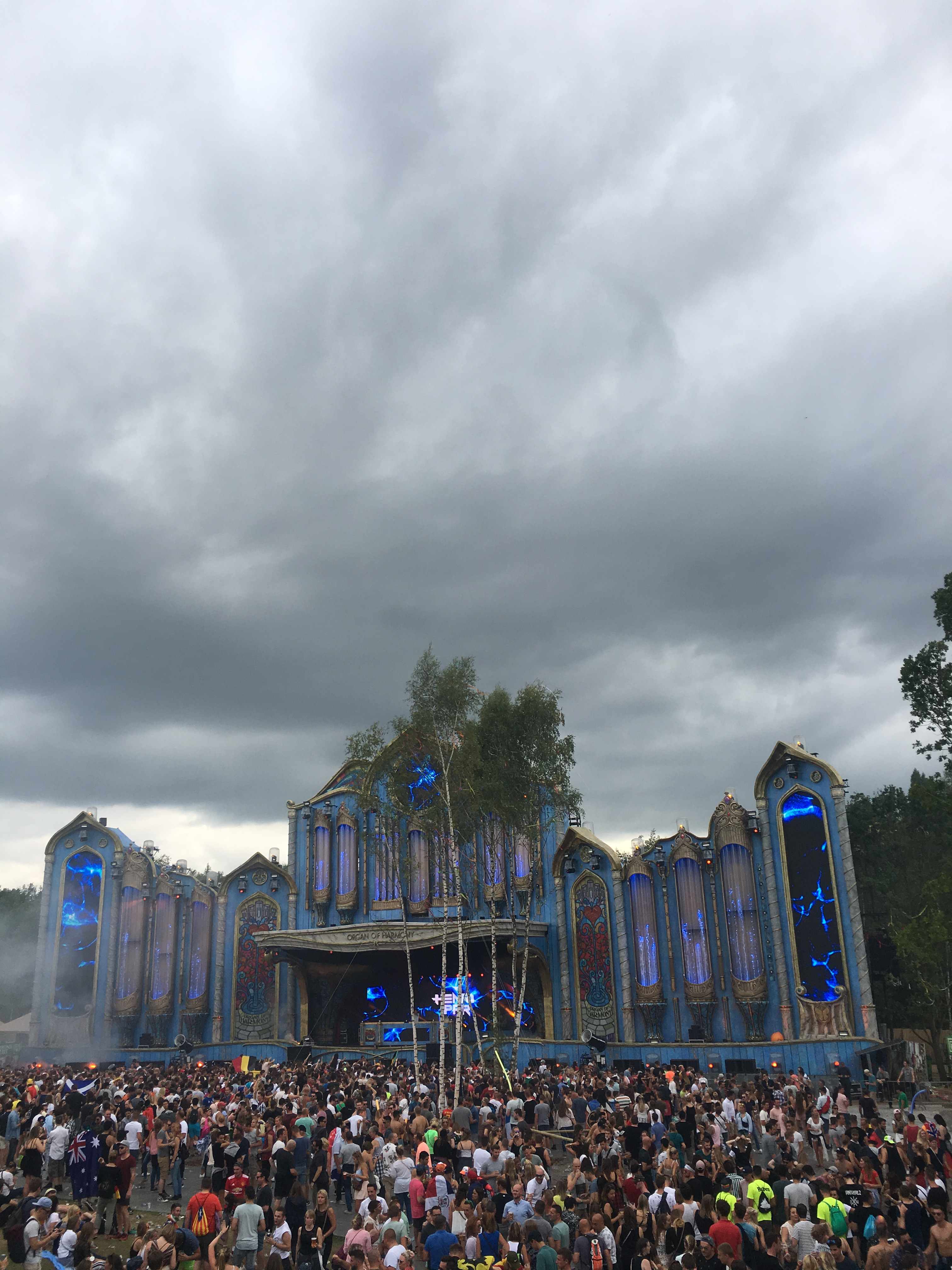
Une des scènes de Tomorrowland en juillet 2017, durant le set d'Henri PFR.

Henri PFR est le fils du sculpteur et auteur de bandes dessinées Luc Peiffer. Dès l’âge de six ans, il suit pendant neuf ans une formation classique de piano et étudie le solfège. C’est vers l’âge de quatorze ans que le jeune Henri commence à s’intéresser à la musique électronique.
Il débute en 2013 des études de sciences économiques à la Solvay Brussels School of Economics and Management mais fait le choix après 3 mois de se consacrer entièrement à la musique.
Il met en ligne sur la chaîne YouTube La Belle musique sa première mixtape Summer Memories qui, avec plus de 70 millions de vues, attire l’attention du label Armada d’Armin Van Buuren, avec qui il signe ses deux premiers singles dont Tarida.
Il collabore avec le producteur allemand Robin Schulz pour qu'il remixe son titre Sugar. Ils produiront ensemble Wave Goodbye, un morceau présent sur l'album Sugar de Robin Schulz sorti en 2015.
Henri sortira ensuite sur le label Sony Music One People, Home et en octobre 2016, Until The End qui occupera pendant plusieurs mois la tête des charts belges et sera certifié disque de platine en Belgique.
En janvier 2017, il reçoit le prix de la révélation Pure aux D6bels Music Awards.
En mars 2017, il remplit la salle bruxelloise Ancienne Belgique et son nom figure désormais sur les affiches des plus grands festivals (Ultra Music Festival, Tomorrowland, Lollapalooza...).
En septembre 2017, il est mis à l'honneur par la province du Brabant wallon lors de la Cérémonie des Orchidées où il remporte une Orchidée dans la catégorie "culture" pour avoir contribué au rayonnement de la province du Brabant wallon,,.
En octobre 2017, il reçoit le prix de la révélation internationale de l'année aux Fun Radio DJ Awards[source secondaire souhaitée].
Il est à l'origine de remix officiels pour de plusieurs artistes internationaux comme Robin Schulz, Lost Frequencies, OMI, Editors.
Il donne le 19 décembre 2017 un concert devant plusieurs milliers de personnes sur la Grand-Place de Bruxelles.
Le 23 décembre 2017, il donne une représentation devant plusieurs milliers de personnes sur la Grand-Place de Nivelles dans le cadre de l'opération Viva For Life organisée par la radio francophone belge VivaCité pour venir en aide aux enfants du quart-monde.
En janvier 2018, il est le grand gagnant de la troisième édition des D6bels Music Awards où il remporte trois trophées dans les catégories « Artiste solo masculin », « Dance & Electro » et « Hit de l'année »[source secondaire souhaitée]. Il reçoit par ailleurs un disque d'or lors de cette cérémonie pour son single In The Mood[source secondaire souhaitée]. Il recevra également l'octave « spectacle/concert de l'année » décernée par les Octaves de la musique 2018[source secondaire souhaitée].
À l'été 2018, il se produit dans de nombreux festivals tels Parookaville ou l'Electrobeach Music Festival et pour la seconde fois sur la scène principale de Tomorrowland.
En février 2019, le conseil d'administration d'Unicef Belgique nomme officiellement Henri PFR ambassadeur bénévole de l'organisation[source insuffisante].
La même année, il entre officiellement dans le célèbre classement Top100 DJMag.
Le 15 juillet 2019, la youtubeuse Marie Lopez annonce qu'elle et le DJ sont en couple[source secondaire souhaitée].
Le 29 décembre 2020, il devient coach de The Voice Belgique pour la neuvième saison de l'émission.

## Discographie

### Singles
- 2014 : Fake Empire (The National Cover) (avec Anna Peiffer)
- 2014 : Tarida (avec Stone Van Brooken)
- 2014 : Alfabeat (avec Hësling)
- 2014 : Zing Een Lied (A Song of Happiness) (avec Koloman Vuchs)
- 2014 : Little Sparrow (avec Richard J Aarden)
- 2014 : Tribute to Peter Gabriel (Solsbury Hill) (avec Koloman Vuchs)
- 2014 : Mira Bella (feat. MBP Official & Viage)
- 2014 : Even Though I'm A Woman (feat. Anna Peiffer & Eugénie Coche)
- 2014 : Tribute to The Police (Voices) (avec Koloman Vuchs)
- 2015 : I'm Goin' Down (avec EFIX feat. Florence Welch & Kid Harpoon)
- 2015 : Don't Worry Be Happy (avec Ofenbach)
- 2015 : One People
- 2016 : Home
- 2016 : Until The End (feat. Raphaella)
- 2017 : Flames
- 2017 : In The Mood (avec Romeo Blanco feat. Veronica)
- 2018 : Bullet (feat. Ozark Henry)
- 2018 : Catching Butterflies (avec HIDDN)
- 2019 : Easy (feat. Susan H)
- 2019 : Wake Up (avec Broken Back)
- 2019 : Going On (feat. Soran)
- 2019 : Do It Again (avec De Hofnar feat. Jeantine)
- 2019 : We Are The Young (avec Addal)
- 2019 : Loving Myself (feat. Raphaella)
- 2020 : Lockdown Music (feat. Raphaella & R.O)
- 2020 : No One Knows (avec Famba feat. Chiara Castelli)[19]
- 2020 : Story To Tell (avec Angemi & IAML)
- 2021 : Bruises (avec Madism feat. LONO)
- 2021 : The Beat Goes On (avec FDVM feat. Laura White)
- 2021 : Faith (avec CMC$ feat. Laura White)
- 2021 : The Feeling (avec Gabry Ponte)
- 2022 : Bed (avec Rozes & KSHMR)
- 2022 : Running Up that Hill (feat. Sapphire)
- 2022 : Good Life (FDVM feat. Henri PFR)
- 2022 : Unbearable (feat. Tyler James Bellinger & Rozes)
- 2022 : Stay With Me Now (avec Solar State & Jason Walker)
- 2022 : Falling For You (avec Siks feat. Jordan Grace)
- 2022 : Nightcall (avec Marcus Layton)
- 2022 : Summer Jams (avec Blasterjaxx & Jay Mason)
- 2023 : Juliet (avec Wave Wave)
- 2023 : Tiger Style
- 2023 : Who Are You (avec IOVA)
- 2024 : Wanna be loved (avec FDVM feat.PolyAnna)
- 2024 : Up In The Sky
- 2024 : Last Night (feat. Sadie Rose Van)
- 2025 : Run (feat. Ragdoll)
- 2025 : Outta My Head (Avec Hypaton et Norma Jean Martine)